# Giuseppe Airoldi
Giuseppe Airoldi (Lecco, 8 september 1861 – aldaar, 13 december 1913) was een Italiaanse puzzelmaker en journalist.
Airoldi was gemeenteambtenaar van de gemeente Lecco en lokale correspondent voor de krant Corriere della Sera. Airoldi's voornaamste roeping was die van musicoloog en enigmist.

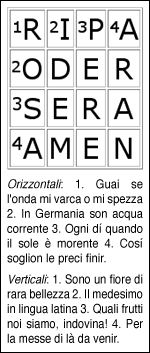
Kruiswoord van Giuseppe Airoldi uit 1890

Giuseppe Airoldi werd bekend door de publicatie van de eerste schets van Parole incrociate. Dit "kruiswoord" verscheen op 14 september 1890 in nummer 50 van Il Secolo Illustrato della Domenica, een Milanees tijdschrift uitgegeven door Edoardo Sonzogno.  Bij de puzzel stond aangegeven "Om de tijd te doden".
De opgave bestond uit een raster van 4 bij 4 witte vakjes; elke rij en kolom had zijn eigen omschrijving.
De oplossingen waren: RIPA-ODER-SERA-AMEN horizontaal en ROSA-IDEM-PERE-ARAN verticaal.
Ondanks de naam 'kruiswoord' wordt Airoldi over het algemeen niet beschouwd als de bedenker van kruiswoordpuzzels, omdat zijn opgave een typerend element van de kruiswoordpuzzel mist: de zwarte vakjes. De ruitpuzzel van Arthur Wynne heeft weliswaar ook geen zwarte vakjes, maar de centrale witte figuur vervult de functie van scheiding tussen de woorden van dezelfde regel die kruiswoordraadsels onderscheidt van klassieke geometrische spellen.
In 1885 startte en redigeerde Airoldi het blad Palestra Enigmatica, een tijdschrift met klassieke puzzels.
Airoldi overleed op 13 december 1913, slechts negen dagen voordat de eerste kruiswoordpuzzel van Arthur Wynne werd gepubliceerd in Amerika.